# HVC (región del cerebro de las aves)

El HVC en el contexto de la vía de aprendizaje del canto en las aves.

El HVC (anteriormente, hyperstriatum ventrale, pars caudalis (HVc) y centro vocal alto) es un núcleo del cerebro de los pájaros cantores (orden passeriformes) necesario tanto para el aprendizaje como para la producción del canto de las aves. Está situado en el nidopalio caudal lateral y tiene conexiones tanto con la vía directa como con la vía anterior del cerebro anterior.
Cabe destacar que los otros dos órdenes de aves que aprenden el canto, los colibríes y los loros, también parecen tener estructuras similares a la HVC. Dado que se cree que estos tres grupos derivaron de forma independiente la capacidad de aprender el canto, se cree que estas otras estructuras parecidas a la HVC son ejemplos de homoplasia.

## Nombre
El HVC se llamó originalmente hyperstriatum ventrale, pars caudalis (HVc). Sin embargo, la neuroanatomía reveló posteriormente que este nombre era incorrecto, y muchos investigadores se refirieron a él como el centro vocal superior debido a su importante función en el aprendizaje vocal. Tras la celebración del Foro de Nomenclatura del Cerebro Aviar en la Universidad de Duke en julio de 2002, la nomenclatura del cerebro de las aves se revisó oficialmente en 2004, estos nombres se abandonaron oficialmente para corregir las inexactitudes históricas. El foro sugirió, «En beneficio de la consistencia ... utilizar HVC como el nombre apropiado y recomienda no utilizar HVc o cualquier forma del término “centro vocal superior”». Ya que no había «Una solución fácil para corregir el error original de nombre para esta estructura» HVC se estableció como el nombre formal de la región y ya no significa nada.

## Anatomía
El HVC está situado en el nidopalio caudal. Se conecta con la vía motora del canto a través del núcleo robusto del arcopalio (RA) y con la vía anterior del cerebro mediante el área X del núcleo de los ganglios basales. Recibe actividad motora recurrente a través del núcleo talámico Uvaformis (Uva) e información del sistema auditivo mediante conexiones desde el mesopalio caudalateral (CMM) y a través del núcleo interfacial (NIf). Se han identificado cuatro tipos distintos de neuronas en el HVC, cada uno con propiedades anatómicas y fisiológicas únicas: interneuronas, células que ejercen una proyección en AR (HVCRA) y células que ejercen una proyección en X (HVCX), y células que ejercen una proyección en el núcleo Avalanche (Av) (HVCAV).